# Croix de cimetière de Saint-Martin-le-Vieil
La croix de cimetière de Saint-Martin-le-Vieil est une croix située à Saint-Martin-le-Vieil, en France.

## Localisation
La croix est située sur la commune de Saint-Martin-le-Vieil, dans le département français de l'Aude.

## Description
Cette croix en pierre, évasée sur sa base, repose sur un piètement assez haut, en pierre également. On peut observer une ornementation en relief sur le centre de la croix.
Cette croix comporte une inscription.

## Historique
L'édifice est inscrit au titre des monuments historiques en 1962.